# The Young Man with the Horn
The Young Man with the Horn è un album di Ray Anthony, pubblicato dalla Capitol Records nel 1953.
In seguito la Capitol Records (codice T 373) pubblicò lo stesso album con quattro brani aggiunti, la data di pubblicazione è incerta, viene riportata in alcune fonti il 1951, che risulta del tutto sbagliato visto le date di registrazione dei singoli brani, la data esatta dovrebbe collocarsi nel 1954 o 1955.

## Tracce
Lato A
1. The Man with the Horn – 2:26 (Jack Jenney, Bonnie Lake, Eddie DeLange) – Registrato a New York City, New York, 26 aprile 1950
2. For Dancers Only – 2:31 (Sy Oliver, Don Raye, Vic Schoen) – Registrato a New York City, New York, 3 gennaio 1952
3. Tenderly – 2:52 (Walter Gross, Jack Lawrence) – Registrato al Capitol Studios di Hollywood, California, 21 febbraio 1950
4. Mr. Anthony's Boogie – 2:34 (George Williams, Ray Anthony) – Registrato al Capitol Studios di Hollywood, California, 16 ottobre 1950

Durata totale: 10:23
Lato B
1. Harlem Nocturne – 3:09 (Earle Hagen) – Registrato a New York City, New York, 5 luglio 1950
2. I Wonder What's Become of Sally? – 3:14 (Milton Ager, Jack Yellen) – Registrato al Capitol Studios di Hollywood, California, 10 novembre 1950
3. Mr. Anthony's Blues – 3:11 (George Williams, Ray Anthony) – Registrato a New York City, New York, 22 dicembre 1950
4. Stardust – 3:05 (Hoagy Carmichael, Mitchell Parish) – Registrato al Capitol Studios di Hollywood, California, 21 febbraio 1950

Durata totale: 12:39
LP pubblicato nel 1954 (o) 1955 dalla Capitol Records (T 373)
Lato A
1. The Man with the Horn – 2:26 (Jack Jenney, Bonnie Lake, Eddie DeLange) – Registrato a New York City, New York, 26 aprile 1950
2. For Dancers Only – 2:31 (Sy Oliver, Don Raye, Vic Schoen) – Registrato a New York City, New York, 3 gennaio 1952
3. Idaho – 2:30 (Jesse Stone) – Registrato al Capitol Studios di Hollywood, California, 3 settembre 1952
4. Tenderly – 2:52 (Walter Gross, Jack Lawrence) – Registrato al Capitol Studios di Hollywood, California, 21 febbraio 1950
5. Cook's Tour – 2:56 (Ray Anthony, George Williams) – Registrato al Capitol Studios di Hollywood, California, 26 ottobre 1950
6. Mr. Anthony's Boogie – 2:34 (George Williams, Ray Anthony) – Registrato al Capitol Studios di Hollywood, California, 16 ottobre 1950

Durata totale: 15:49
Lato B
1. Harlem Nocturne – 3:09 (Earle Hegen) – Registrato a New York City, New York, 5 luglio 1950
2. I Wonder What's Become of Sally? – 3:14 (Milton Ager. Jack Yellen) – Registrato al Capitol Studios di Hollywood, California, 10 novembre 1950
3. Mr. Anthony's Blues – 3:11 (George Williams, Ray Anthony) – Registrato a New York City, New York, 22 dicembre 1950
4. Jersey Bounce – 3:48 (Bobby Plater, Tiny Bradshaw, Eddie Johnson, Robert B. Wright) – Registrato al Capitol Studios di Hollywood, California, 10 giugno 1953
5. Stardust – 3:05 (Hoagy Carmichael, Mitchell Parish) – Registrato al Capitol Studios di Hollywood, California, 21 febbraio 1950
6. Thunderbird – 2:30 (Ray Anthony, George Williams) – Registrato al Capitol Studios di Hollywood, California, 12 dicembre 1952

Durata totale: 18:57

## Musicisti
The Man with the Horn
- Ray Anthony - tromba
- Woody Faulser - tromba
- Chuck Mederis - tromba
- Marty White - tromba
- Keith Butterfield - tromba, trombone
- Tom Oblak - trombone
- Bob Quatsoe - trombone
- Dick Reynolds - trombone
- Earl Bergman - sassofono alto, clarinetto
- Steve Cole - sassofono alto, clarinetto
- Sam Ingrassia - sassofono tenore
- Bob Tricarico - sassofono tenore
- Leo Anthony - sassofono baritono
- Eddie Ryan - pianoforte
- Danny Gregus - chitarra
- Al Simi - contrabbasso
- Buddy Lowell - batteria
- George Williams - arrangiamenti

For Dancers Only
- Ray Anthony - tromba
- Bruce Bruckert - tromba
- Chris Griffin - tromba
- Dean Hinkle - tromba
- Jack Laubach - tromba
- Marty White - tromba
- Keith Butterfield - trombone
- Tom Oblak - trombone
- Dick Reynolds - trombone
- Ken Trimble - trombone
- Earl Bergman - sassofono alto, clarinetto
- Jim Schneider - sassofono alto, clarinetto
- Bob Hardaway - sassofono tenore
- Billy Usselton - sassofono tenore
- Leo Anthony - sassofono baritono
- Fred Savarese - pianoforte
- Al Hendrickson - chitarra
- Billy Cronk - contrabbasso
- Archie Freeman - batteria
- George Williams - arrangiamenti

Tenderly e Stardust
- Ray Anthony - tromba
- Woody Faulser - tromba
- Chuck Mederis - tromba
- Marty White - tromba
- Keith Butterfield - tromba, trombone
- Tom Oblak - trombone
- Bob Quatsoe - trombone
- Dick Reynolds - trombone
- Earl Bergman - sassofono alto, clarinetto
- Steve Cole - sassofono alto, clarinetto
- Bob Tricarico - sassofono tenore
- Billy Usselton - sassofono tenore
- Leo Anthony - sassofono baritono
- Eddie Ryan - pianoforte
- Danny Gregus - chitarra
- Al Simi - contrabbasso
- Mel Lewis - batteria
- Ronnie Deauville - voce (brano: Tenderly)
- The Skyliners - accompagnamento vocale, cori (brano: Tenderly)
- George Williams - arrangiamenti

Mr. Anthony's Boogie
- Ray Anthony - tromba
- Woody Faulser - tromba
- Jack Laubach - tromba
- Tom Patton - tromba
- Marty White - tromba
- Keith Butterfield - trombone
- Tom Oblak - trombone
- Bob Quatsoe - trombone
- Dick Reynolds - trombone
- Earl Bergman - sassofono alto, clarinetto
- Steve Cole - sassofono alto, clarinetto
- Cliff Hoff - sassofono tenore
- Ed Martin - sassofono tenore
- Leo Anthony - sassofono baritono
- Ray Browne - pianoforte
- Al Hendrickson - chitarra
- Al Simi - contrabbasso
- Buddy Lowell - batteria
- George Williams - arrangiamenti

Harlem Nocturne
- Ray Anthony - tromba
- Woody Faulser - tromba
- Chuck Mederis - tromba
- Marty White - tromba
- Keith Butterfield - tromba, trombone
- Tom Oblak - trombone
- Bob Quatsoe - trombone
- Dick Reynolds - trombone
- Earl Bergman - sassofono alto, clarinetto
- Steve Cole - sassofono alto, clarinetto
- Tom Arthur - sassofono tenore
- Bob Tricarico - sassofono tenore
- Leo Anthony - sassofono baritono
- Ray Browne - pianoforte
- Danny Gregus - chitarra
- Al Simi - contrabbasso
- Buddy Lowell - batteria
- George Williams - arrangiamenti

I Wonder What's Become of Sally?
- Ray Anthony - tromba

(possibili musicisti partecipanti alla registrazione)
- Woody Faulser - tromba
- Chuck Mederis - tromba
- Tom Patton - tromba
- Marty White - tromba
- Keith Butterfield - trombone
- Tom Oblak - trombone
- Dick Reynolds - trombone
- Kenny Trimble - trombone
- Earl Bergman - sassofono alto, clarinetto
- Steve Cole - sassofono alto, clarinetto
- Cliff Hoff - sassofono tenore
- Bill Slapin - sassofono tenore
- Leo Anthony - sassofono baritono
- Ray Browne - pianoforte
- Allan Reuss - chitarra
- Frank Szosteck - contrabbasso
- Louie Bellson - batteria
- George Williams - arrangiamenti

Mr. Anthony's Blues
- Ray Anthony - tromba

(possibili musicisti partecipanti alla registrazione)
- Woody Faulser - tromba
- Chuck Mederis - tromba
- Tom Patton - tromba
- Marty White - tromba
- Keith Butterfield - trombone
- Ton Oblak - trombone
- Bob Quatsoe - trombone
- Dick Reynolds - trombone
- Earl Bergman - sassofono alto, clarinetto
- Steve Cole - sassofono alto, clarinetto
- Cliff Hoff - sassofono tenore
- Bill Slapin - sassofono tenore
- Leo Anthony - sassofono baritono
- Ray Browne - pianoforte
- Allan Reuss - chitarra
- Frank Szosteck - contrabbasso
- Louie Bellson - batteria
- George Williams - arrangiamenti

Idaho
- Ray Anthony - tromba
- Bruce Bruckert - tromba
- Dean Hinkle - tromba
- Jack Laubach - tromba
- Knobby Liderbauch - tromba
- Keith Butterfield - trombone
- Dick Reynolds - trombone
- Walter Shields - trombone
- Ken Trimble - trombone
- Earl Bergman - sassofono alto, clarinetto
- Jim Schneider - sassofono alto, clarinetto
- Maxwell Davis - sassofono tenore
- Billy Usselton - sassofono tenore
- Buddy Wise - sassofono tenore
- Leo Anthony - sassofono baritono
- Fred Savarese - pianoforte
- Vince Terri - chitarra
- Billy Cronk - contrabbasso
- Archie Freeman - batteria
- Sconosciuto - arrangiamenti

Cook's Tour
- Ray Anthony - tromba
- Woody Faulser - tromba
- Jack Laubach - tromba
- Tom Patton - tromba
- Marty White - tromba
- Keith Butterfield - trombone
- Tom Oblak - trombone
- Bob Quatsoe - trombone
- Dick Reynolds - trombone
- Earl Bergman - sassofono alto, clarinetto
- Steve Cole - sassofono alto, clarinetto
- Cliff Hoff - sassofono tenore
- Ed Martin - sassofono tenore
- Leo Anthony - sassofono baritono
- Ray Browne - pianoforte
- Al Hendrickson - chitarra
- Al Simi - contrabbasso
- Buddy Lowell - batteria
- George Williams - arrangiamenti

Jersey Bounce
- Ray Anthony - tromba
- Jack Laubach - tromba
- Pat Roberts - tromba
- Ray Triscari - tromba
- Dale Turner - tromba
- Sy Berger - trombone
- Vince Forrest - trombone
- Dick Reynolds - trombone
- Ken Schrudder - trombone
- Earl Bergman - sassofono alto, clarinetto
- Jim Schneider - sassofono alto, clarinetto
- Bill Slapin - sassofono tenore
- Billy Usselton - sassofono tenore
- Leo Anthony - sassofono baritono
- Eddie Ryan - pianoforte
- Danny Perri - chitarra
- Don Simpson - contrabbasso
- Archie Freeman - batteria
- Dick Reynolds - arrangiamenti

Thunderbird
- Ray Anthony - tromba
- Bruce Bruckert - tromba
- Darryl Campbell - tromba
- Ray Triscari - tromba
- Dale Turner - tromba
- Sy Berger - trombone
- Vince Forrest - trombone
- Dick Reynolds - trombone
- Ken Schrudder - trombone
- Earl Bergman - sassofono alto, clarinetto
- Jim Schneider - sassofono alto, clarinetto
- Tom Loggia - sassofono tenore
- Bob Tricarico - sassofono tenore
- Leo Anthony - sassofono baritono
- Fred Savarese - pianoforte
- Danny Perri - chitarra
- Billy Cronk - contrabbasso
- Archie Freeman - batteria
- George Williams - arrangiamenti